# 飯田町 (珠洲市)
飯田町（いいだまち）は、石川県珠洲市の地名。郵便番号は927-1214（珠洲郵便局管区）。奥能登地域の最大の港である飯田港を擁する。 

## 地理
現在の珠洲市が成立する以前より石川県珠洲地域の中心部に当たる地域で、西に隣接する上戸町北方と共に珠洲市の各種施設が設置され市の中枢を担っている。国道249号が通過しているほかのと鉄道飯田駅および珠洲駅が利用できたが2005年（平成17年）をもって廃止となっている。

## 歴史

### 沿革
- 1889年（明治22年）4月1日 - 町村制の施行により、自然村の飯田町をもって珠洲郡飯田町が成立。自然村単独での自治体移行のため大字は編成されなかった。
- 1954年（昭和29年）7月15日 - 珠洲郡飯田町が宝立町、正院町、上戸村、直村、若山村、蛸島村、三崎村、西海村の2町6村と合併して珠洲市となる。飯田町全域が珠洲市飯田町となる。

## 世帯数と人口
2015年（平成27年）10月1日現在の世帯数と人口は以下の通りである。
| 町丁   | 世帯数  | 人口    |
| ------ | ------- | ------- |
| 飯田町 | 600世帯 | 1,416人 |

## 交通

### 道路
町内には珠洲市の交通の要衝の一つである「すずなり西口」交差点（旧称は「珠洲駅西口」交差点）がある。
- 国道249号：すずなり西口交差点から北へ珠洲市大谷町方面、南は能登町・穴水町・七尾市方面へ連絡している。
- 石川県道12号蛸島港線：飯田町北交差点から東方面へ、のと鉄道の終点でもあった蛸島方面へ延びている。蛸島の手前の正院町川尻分岐からは更に石川県道28号大谷狼煙飯田線が接続し、能登半島の最先端である金剛崎・禄剛崎方面へ連絡する。
- 石川県道138号飯田港線：飯田市街地の国道249号から飯田港までを結ぶ。

### 路線バス
金沢市との間に特急バスが運行されていて、「珠洲市役所前」および「すずなり館前」停留所が利用できる。
- 北鉄奥能登バス
  - 珠洲特急線
  - 珠洲宇出津特急線

### 鉄道
前述の通り、町内を通過していたのと鉄道能登線は2005年（平成17年）に廃線となっている。

住民は最寄りの同市上戸町北方に在る飯田駅（旧：珠洲飯田駅）および野々江町にある珠洲駅が利用できた。

## 文化・芸能
- 飯田小唄

1番.ハァー春の飯田は春日の森よ ヨイトナ
苔の石段神楽太鼓に ヨイトヨイトヨイトナ
花が散る イイダイイダヨイトナ
（※4番まである）
- 木遣り唄

ホーランエーエ 恵比寿大黒ヤーアェー
ヤーヤッサカサ ヨイヤナー
恵比寿大黒飯田の町の西と東の守り神 ヨーホイトコーナー
ソーラソーホィデーモ アララドコイショ ヨーホイトコ ヨーホイトコナー
（※歌詞多数ある）

## 観光地
- 春日神社

天児屋根命ほか八神を祀った神社。社殿は珠洲市の指定文化財。
境内には大伴家持がこの地に国司として赴任し、能登半島巡察の折に詠んだという歌が歌碑として残されている。
- 二七の朝市

毎月2と7の付く日に市が立つ、野菜類・花・漬物など生活密着型の品物が並ぶ。
- ラポルトすず

2006年（平成18年）7月開館の多目的ホール。音楽、演劇、映画、講演など多彩な催しが行われるほか、一般人の発表会や展示会などにも利用される。
音ミュージアムやアトリエ工房といった特徴的な施設や広いロビーを備えている。
- 飯田町燈籠山祭り

毎年7月20日・21日の2日間にわたり行われる、奥能登最大の夏祭り。
8町会から出される曳山（高さ約7m）と1983年（昭和58年）に復活し町会合同で曳く高さ約16mの燈籠山（とろやま）が見物。
20日夜には飯田港で花火大会が行われる。
町内数ヶ所に舞台が設けられ子供達の踊りが披露される。
燈籠山は、2006年（平成18年）に札幌商工会議所創立100周年記念事業の「日本の祭り」に、招待され札幌ドーム内で曳き回された。

## 行事
- 1月15日 左義長
- 2月11日 紀元祭、起舟祭
- 2月下旬 食祭「珠洲まるかじり」奥能登B級グルメ選手権
- 3月20日 祈年祭
- 4月20日 春祭
- 5月15日 鎮火祭
- 6月27日 市姫祭
- 7月20日～21日 おすずみ祭（飯田町燈籠山祭り）
- 8月上旬 珠洲まつりオープニングセレモニー
- 9月20日 秋季例大祭（能登キリコ祭り）
- 10月24日 愛宕神社例祭（千日詣）
- 11月23日 新嘗祭
- 12月23日 天長祭

## 学校
- 珠洲市立飯田小学校